# Gočaltovo
Gočaltovo (Hongaars: Gacsalk) is een Slowaakse gemeente in de regio Košice, en maakt deel uit van het district Rožňava.
Gočaltovo telt 242 inwoners.